# Центр морських досліджень та експериментів НАТО
Центр морських досліджень та експериментів (англ. The Centre for Maritime Research and Experimentation) — науково-дослідницький і експериментальний центр НАТО, який організовує і проводить наукові дослідження та розробку технологій у морській сфері для вирішення оборонних потреб Альянсу. 
Створений у 1959 році під назвою SACLANTCEN. Далі був відомий як Центр підводних досліджень НАТО (англ. NATO Undersea Research Centre).
Входить до складу Організації НАТО з науки і технологій. Штаб-квартира центру знаходиться поблизу м. Ла-Спеція, Італія. Офіційні мови — англійська та французька.

## Напрями діяльності
Центр морських досліджень та експериментів виконує проекти за напрямами:
- Літоральна розвідка, спостереження і рекогносцировка;
- Автономні спостереження;
- Порти і захист суден;
- Морська ситуаційна обізнаность;
- Роботизована / інтелектуальна підтримка бойового простору.

## Організація
У даному центрі працюють вчені і технічний персонал з країн-членів НАТО. Вчені виконують дослідження на контрактній основі з встановленим терміном (як правило, 3 роки з можливістю продовження на 2 роки).
Центр морських досліджень та експериментів має два корабля для проведення досліджень: дослідницьке судно «Альянс» і судно прибережних досліджень «Леонардо». Судно «Альянс» — це 93-метровий корабель, який введений в експлуатацію в 1988 році. Подвійний корпус і ефективний рушій роблять його одним з найбільш тихих науково-дослідницьких суден у світі. Корабель «Леонардо» має менші розміри. Він введений в експлуатацію в 2002 році і був розроблений для проведення експериментів у прибережних водах.

## Галерея

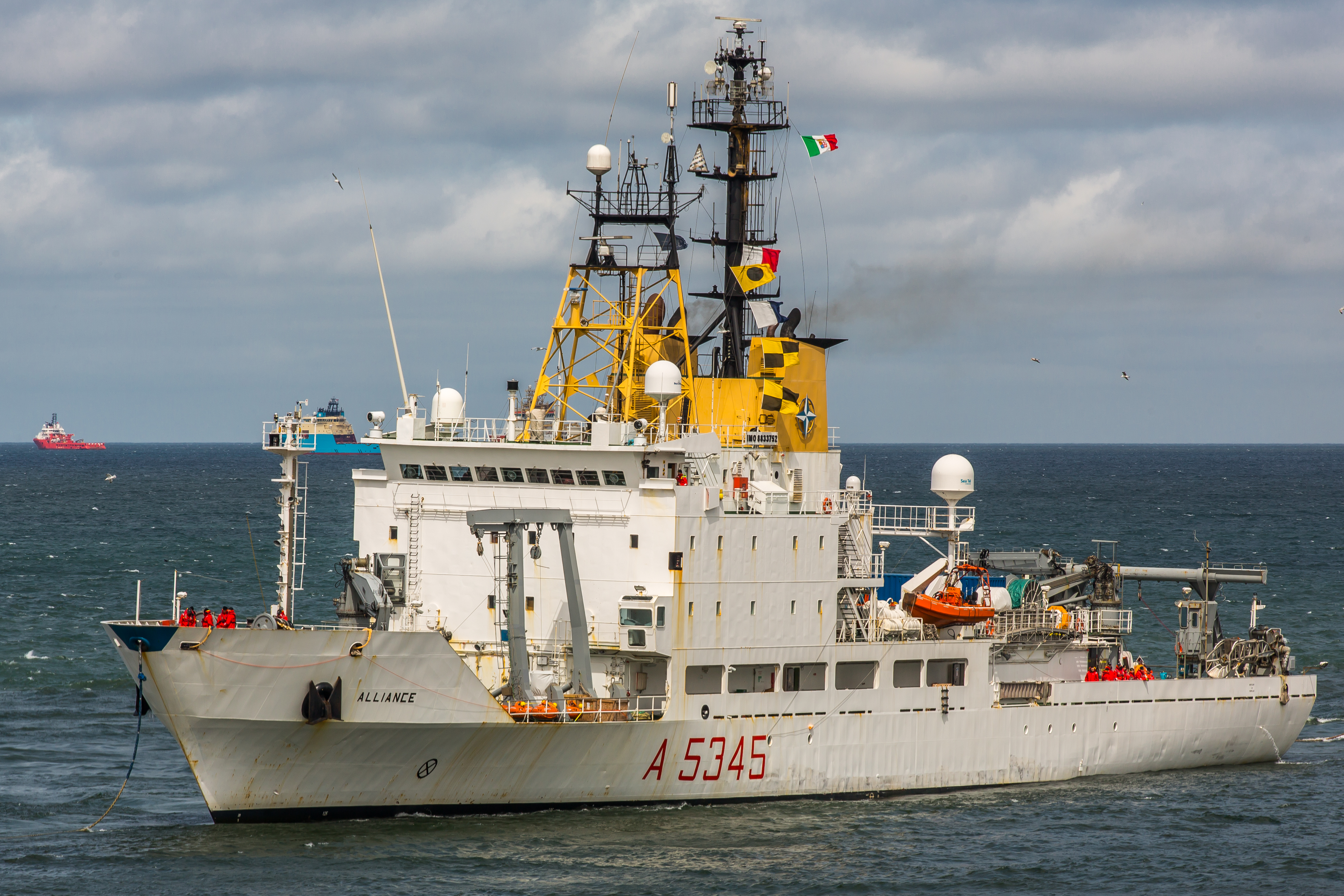
Судно «Альянс»
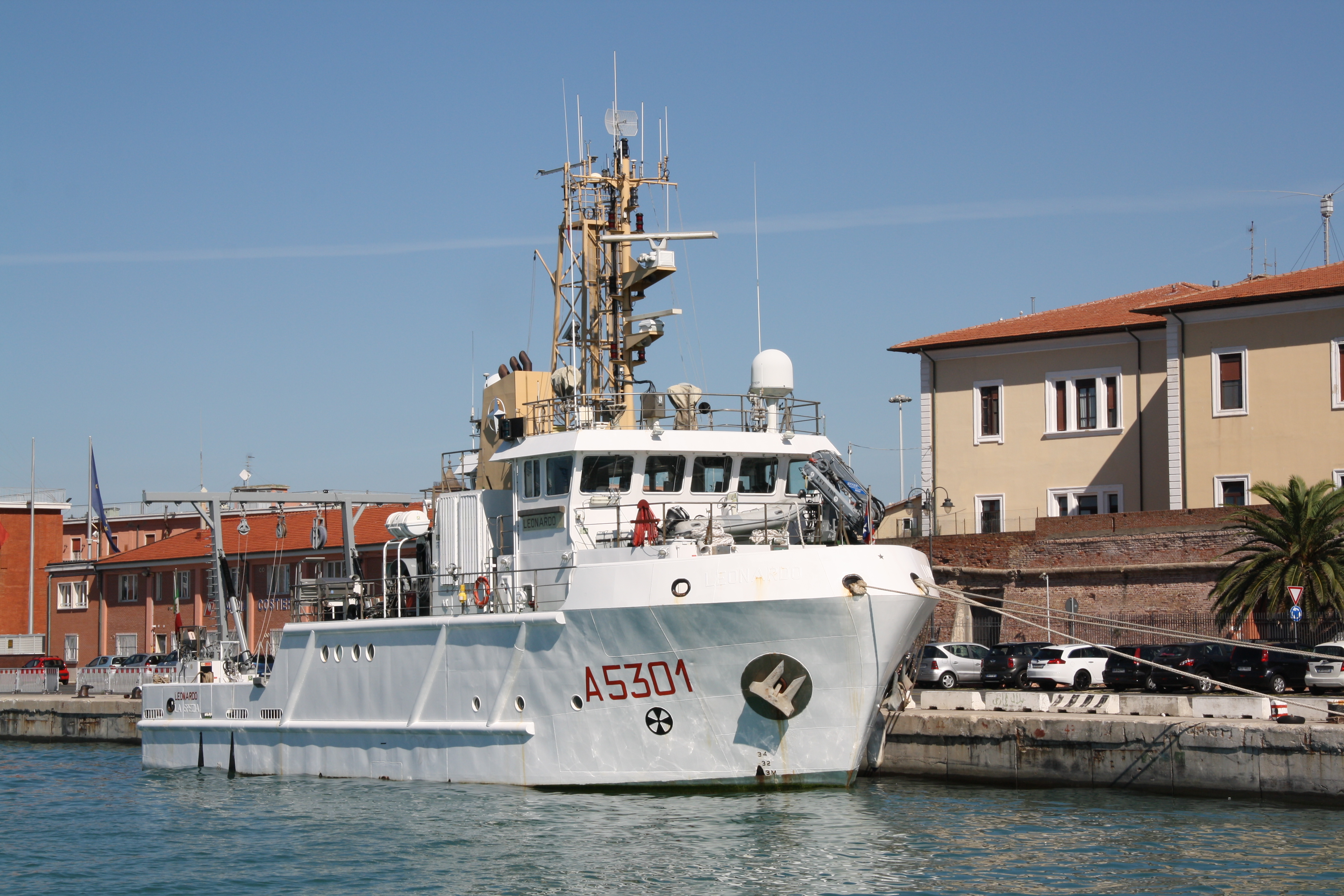
«Леонардо»
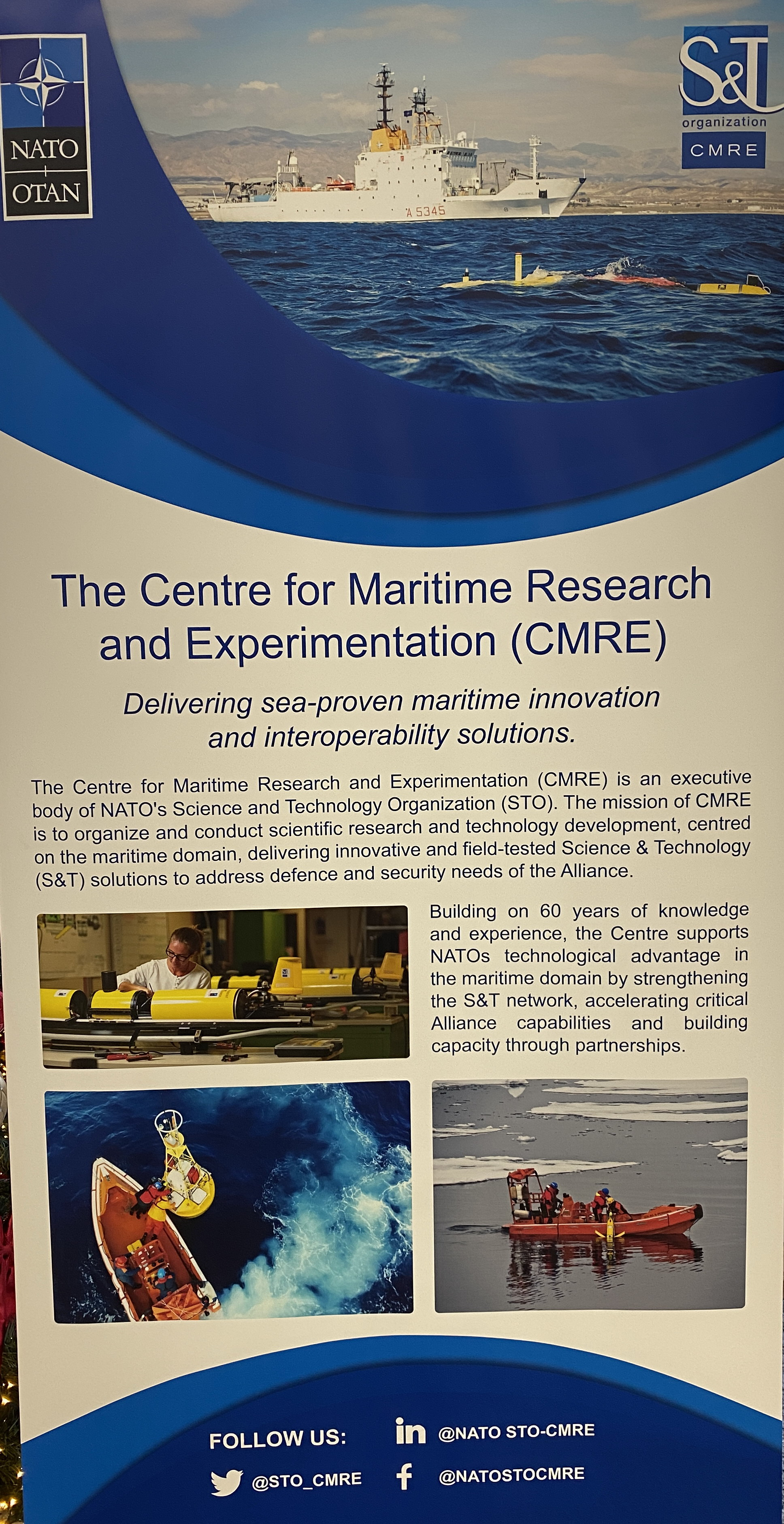
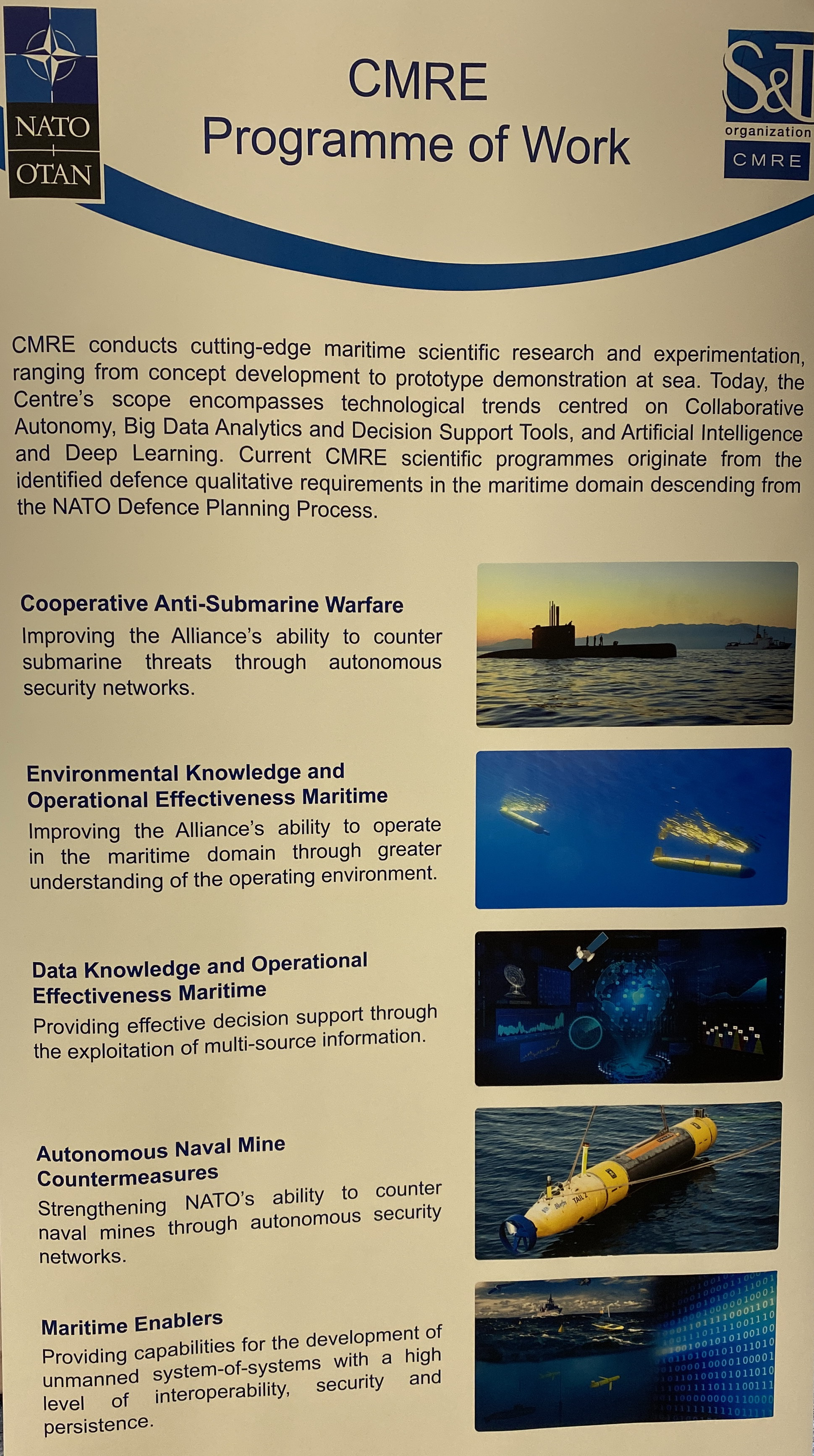
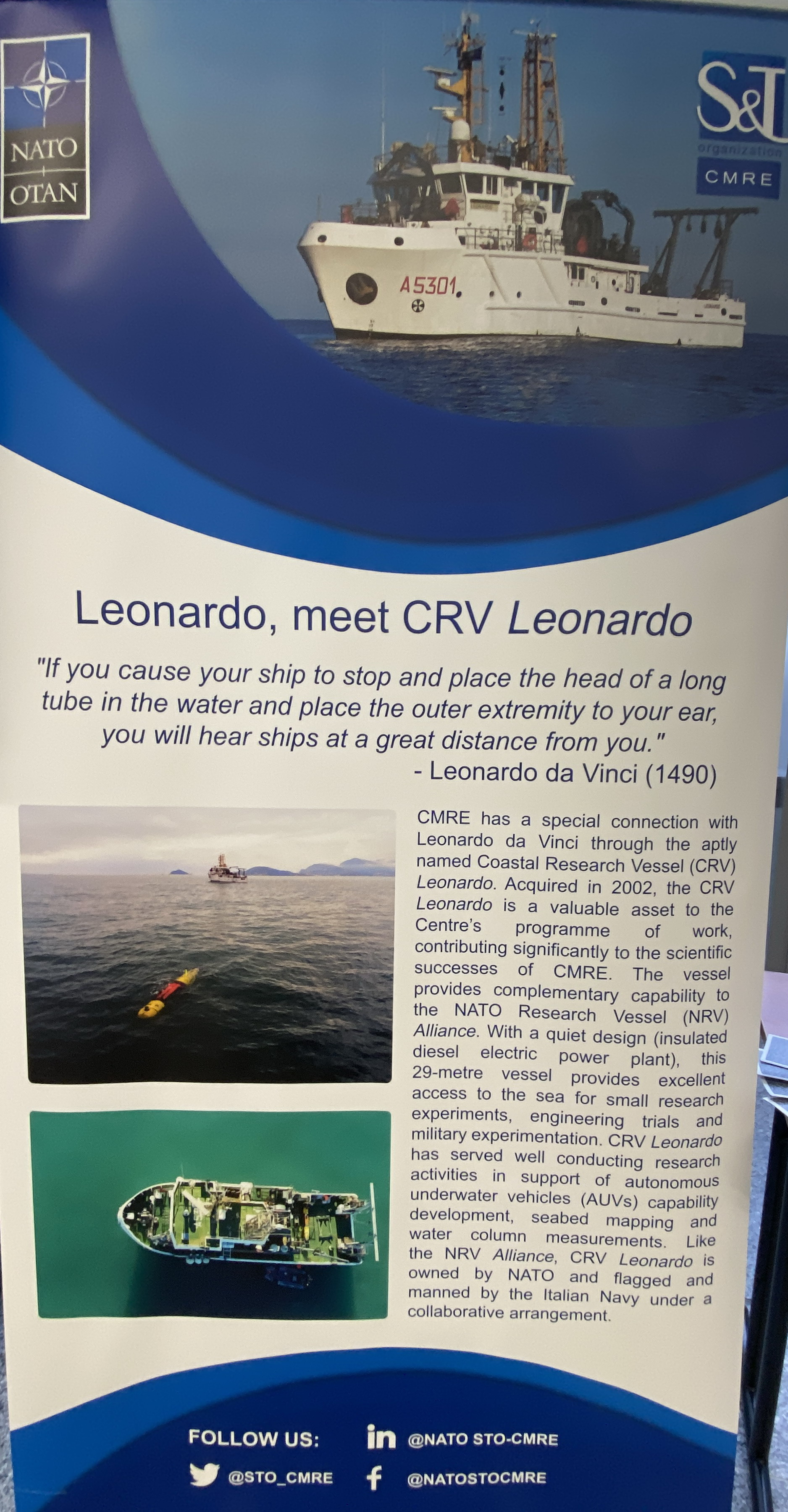